# Massimo Cancellieri
Massimo Cancellieri (Teramo, 24 de julio de 1972) es un entrenador italiano de baloncesto que actualmente dirige al PAOK Salónica BC de la Greek Basket League.

## Trayectoria
Comenzó su carrera en los banquillos en 1994 dirigiendo al San Raffaele Roma femenino donde Massimo entrena a los equipos de Cadetes y juniors, logrando dos finales nacionales y un octavo y un segundo puesto, además de ser ayudante del entrenador de la selección absoluta. 
En 1999, se convirtió en entrenador del primer equipo del San Raffaele Roma en el campeonato A2. 
En 2000 volvió a Teramo, su ciudad natal, para firmar por el Teramo Basket como entrenador asistente de Franco Gramenzi, donde permaneció durante cuatro temporadas.
En la temporada 2004-05, fue asistente de Marco Calvani en el RB Montecatini Terme de la Serie A2. 
En la temporada 2005-06, se convierte en primer entrenador del RB Montecatini Terme de la Serie A2, con el que lograría la clasificación para los play-offs. 
En la temporada 2006-07, firmó un contrato para ser segundo entrenador del Pallacanestro Biella por dos temporadas.
En la temporada 2009-10, se convierte en entrenador del Veroli Basket de la Serie A2, tras la marcha de Andrea Trinchieri al Pallacanestro Cantù. El equipo de Cancellieri acabó la liga en segundo lugar pero fue eliminado en los play-offs.
En la temporada 2010-11, regresa a Pallacanestro Biella de la Serie A2, para ser primer entrenador durante tres temporadas.
En 2013, firma como segundo entrenador del Olimpia Milano de la Lega Basket Serie A, en el que permanece durante seis temporadas.
En verano de 2019, firma como entrenador del Basket Ravenna de la Serie A2, al que dirige durante dos temporadas.
En julio de 2021, firma por el CSP Limoges de la LNB Pro A.
El 25 de mayo de 2022, renueva su contrato con el CSP Limoges de la LNB Pro A.
El 29 de mayo de 2023, firma como entrenador del Strasbourg IG de la LNB Pro A.